# كفر أبو زهرة
كفر أبو زهرة إحدى قرى مركز بنها التابع لمحافظة القليوبية بجمهورية مصر العربية.

## السكان
بلغ عدد سكان كفر أبو زهرة 3,642 نسمة، حسب الإحصاء الرسمي لعام 2006.